# 卡洛斯·费尔南德斯·卡萨多工程师大桥
卡洛斯·费尔南德斯·卡萨多工程师大桥（西班牙語：Puente Ingeniero Carlos Fernández Casado），又名巴里奥斯·卢娜桥，是一座位于西班牙莱昂省的公路斜拉桥，跨越巴里奥斯·卢娜水库，承载AP-66高速公路（即“拉普拉塔高速公路”），大约在莱昂至奥维耶多之间半程的位置。
大桥于1983年建成，并以西班牙工程师卡洛斯·费尔南德斯·卡萨多（1905－1988）的名字来命名，由卡洛斯·费尔南德斯·卡萨多有限责任公司（西班牙語：Carlos Fernández Casado, S.L.）设计，这家成立于1966年的西班牙工程公司，当时由哈维尔·曼特若拉主持。
大桥主跨440米，曾是世界上主跨最长的斜拉桥及最长的混凝土斜拉桥，其斜拉桥主跨纪录于1986年被加拿大的阿力克斯·菲沙桥所超越，而混凝土斜拉桥的主跨纪录直到1991年才被挪威的斯堪桑德大桥所超越。同时，截至2014年，在加的斯的拉佩芭大桥建成之前，该桥一直是西班牙主跨最长的斜拉桥。

## 概况
大桥为双向四车道，两侧各设有一条为维护人员使用的步道。
主桥跨径布置为：66+440+66米，桥宽34米，两座H型钢筋混凝土桥塔建在两岸的基岩之上，高度分别为102.3米和117.3米。228根斜拉索由直径0.6英寸的钢丝构成。